# Vladas Zajančkauskas
Vladas Zajančkauskas (ur. 27 grudnia 1915, zm. 5 sierpnia 2013) – litewski zbrodniarz wojenny. W czasie II wojny światowej strażnik w obozie w Trawnikach, brał także udział w likwidacji getta warszawskiego w 1943.
Po wojnie, unikając sprawiedliwości, wyemigrował do USA.